# 다케시타 미쓰오
다케시타 미쓰오(일본어: 竹下 光郎, 1938년 6월 9일 ~ )는 일본의 전 프로 야구 선수이다. 시마네현 출신이며 현역 시절 포지션은 포수, 내야수였다.

## 인물
시마네 현립 오다 고등학교를 졸업하고 1957년 요미우리 자이언츠에 입단했다. 1958년 10월에는 2경기에 선발 출전하여 포수 마스크를 착용했지만 뚜렷한 활약을 보여주질 못했고 1960년에 긴테쓰 버펄로로 이적했다. 그 해에는 가토 마사토시를 대신하여 주전 포수가 되면서 122경기에 출전했는데 처음으로 규정 타석(21위, 타율 0.257)에 도달했고 동시에 올스타전에도 출전했다. 이듬해 1961년에는 타격을 살려내며 1루수로 전환했고 주로 5번 타자로서 76경기에 선발 출전했다. 하지만 1962년에는 시마다 고지에게 주전 자리를 양보했다.
그 후에는 주로 대타로 기용됐지만 1965년을 끝으로 현역에서 은퇴했다.

## 상세 정보

### 출신 학교
- 시마네 현립 오다 고등학교

### 선수 경력
- 요미우리 자이언츠(1957년 ~ 1959년)
- 긴테쓰 버펄로·긴테쓰 버펄로스(1960년 ~ 1965년)

### 개인 기록
- 올스타전 출장 : 1회(1960년)

### 등번호
- 43(1957년 ~ 1959년)
- 58(1960년 ~ 1961년)
- 31(1962년 ~ 1965년)

### 연도별 타격 성적
| 연 도      | 소 속      | 경 기 | 타 석 | 타 수 | 득 점 | 안 타 | 2 루 타 | 3 루 타 | 홈 런 | 루 타 | 타 점 | 도 루 | 도 루 자 | 희 생 번 | 희 생 플 | 볼 넷 | 고 4 | 사 구 | 삼 진 | 병 살 타 | 타 율 | 출 루 율 | 장 타 율 | O P S |
| ---------- | ---------- | ----- | ----- | ----- | ----- | ----- | ------- | ------- | ----- | ----- | ----- | ----- | -------- | -------- | -------- | ----- | ---- | ----- | ----- | -------- | ----- | -------- | -------- | ----- |
| 1958년     | 요미우리   | 9     | 14    | 14    | 1     | 3     | 1       | 0       | 0     | 4     | 1     | 0     | 0        | 0        | 0        | 0     | 0    | 0     | 1     | 0        | .214  | .214     | .286     | .500  |
| 1959년     | 요미우리   | 3     | 1     | 1     | 0     | 0     | 0       | 0       | 0     | 0     | 0     | 0     | 0        | 0        | 0        | 0     | 0    | 0     | 1     | 0        | .000  | .000     | .000     | .000  |
| 1960년     | 긴테쓰     | 122   | 450   | 435   | 35    | 112   | 32      | 3       | 8     | 174   | 48    | 4     | 5        | 3        | 1        | 8     | 0    | 3     | 63    | 18       | .257  | .276     | .400     | .676  |
| 1961년     | 긴테쓰     | 117   | 331   | 321   | 23    | 79    | 15      | 1       | 6     | 114   | 40    | 0     | 4        | 1        | 2        | 7     | 0    | 0     | 57    | 9        | .246  | .262     | .355     | .617  |
| 1962년     | 긴테쓰     | 78    | 105   | 98    | 5     | 18    | 2       | 0       | 2     | 26    | 17    | 0     | 0        | 0        | 0        | 7     | 0    | 0     | 26    | 1        | .184  | .238     | .265     | .503  |
| 1963년     | 긴테쓰     | 35    | 37    | 34    | 0     | 7     | 1       | 0       | 0     | 8     | 4     | 0     | 0        | 0        | 1        | 2     | 0    | 0     | 14    | 2        | .206  | .250     | .235     | .485  |
| 1964년     | 긴테쓰     | 52    | 55    | 55    | 2     | 16    | 3       | 0       | 1     | 22    | 11    | 0     | 0        | 0        | 0        | 0     | 0    | 0     | 8     | 1        | .291  | .291     | .400     | .691  |
| 1965년     | 긴테쓰     | 24    | 23    | 23    | 0     | 1     | 0       | 0       | 0     | 1     | 0     | 0     | 0        | 0        | 0        | 0     | 0    | 0     | 6     | 3        | .043  | .043     | .043     | .087  |
| 통산 : 8년 | 통산 : 8년 | 440   | 1016  | 981   | 66    | 236   | 54      | 4       | 17    | 349   | 121   | 4     | 9        | 4        | 4        | 24    | 0    | 3     | 176   | 34       | .241  | .261     | .356     | .617  |